# Kendall, Quận Monroe, Wisconsin
Kendall là một làng thuộc quận Monroe, tiểu bang Wisconsin, Hoa Kỳ. Năm 2006, dân số của làng này là 482 người.